# Prefontaine Classic 2014
Navigation
Édition précédente Édition suivante
La Prefontaine Classic 2014 est une compétition d'athlétisme qui s'est déroulée les 30 et 31 mai 2014 au stade Hayward Field d'Eugene, aux États-Unis. Il s'agit de la troisième étape de la Ligue de diamant 2014.

## Résultats

### Hommes
| Épreuve                      | Vainqueur                                    | Second                            | Troisième                    |
| ---------------------------- | -------------------------------------------- | --------------------------------- | ---------------------------- |
| 100 m Vent : + 2,7 m/s       | Justin Gatlin 9 s 76                         | Mike Rodgers 9 s 80               | Jimmy Vicaut 9 s 89          |
| 800 m                        | Nijel Amos 1 min 43 s 63 (WL, MR)            | Mohammed Aman 1 min 43 s 99 (SB)  | Abubaker Kaki 1 min 44 s 09  |
| Mile                         | Ayanleh Souleiman 3 min 47 s 32 (WL, MR, NR) | Silas Kiplagat 3 min 47 s 88 (PB) | Aman Wote 3 min 48 s 60 (NR) |
| 5 000 m                      | Caleb Ndiku 13 min 1 s 71 (WL)               | Yenew Alamirew 13 min 2 s 91 (SB) | Edwin Soi 13 min 4 s 92 (SB) |
| 110 m haies Vent : + 0,8 m/s | Pascal Martinot-Lagarde 13 s 13 (WL)         | Hansle Parchment 13 s 20          | David Oliver 13 s 21 (SB)    |
| Saut à la perche             | Renaud Lavillenie 5,80 m                     | Augusto Dutra 5,63 m (SB)         | Jan Kudlička 5,63 m (SB)     |
| Triple saut                  | Will Claye 17,66 m (MR)                      | Christian Taylor 17,42 m (SB)     | Lyukman Adams 17,29 m (SB)   |
| Lancer du poids              | Reese Hoffa 21,64 m (SB)                     | Joe Kovacs 21,46 m                | Christian Cantwell 21,38 m   |
| Lancer du javelot            | Vítězslav Veselý 83,75 m                     | Andreas Thorkildsen 80,52 m       | Dmitriy Tarabin 80,28 m      |

### Femmes
| Épreuve                | Vainqueur                           | Seconde                          | Troisième                        |
| ---------------------- | ----------------------------------- | -------------------------------- | -------------------------------- |
| 200 m Vent : + 1,5 m/s | Tori Bowie 22 s 18 (WL)             | Blessing Okagbare 22 s 23 (PB)   | Allyson Felix 22 s 44            |
| 400 m                  | Novlene Williams-Mills 50 s 40      | Francena McCorory 50 s 53        | Stephenie McPherson 50 s 63      |
| 1 500 m                | Hellen Obiri 3 min 57 s 05 (WL, MR) | Abeba Aregawi 3 min 57 s 57 (SB) | Faith Kipyegon 3 min 58 s 01     |
| 400 m haies            | Kaliese Spencer 54 s 29 (WL)        | Kori Carter 55 s 22              | Tiffany Williams 55 s 97         |
| 3 000 m steeple        | Sofia Assefa 9 min 11 s 39 (WL, MR) | Hiwot Ayalew 9 min 12 s 89 (SB)  | Emma Coburn 9 min 17 s 84 (PB)   |
| Saut en hauteur        | Anna Chicherova 2,01 m (WL)         | Justyna Kasprzycka 1,99 m (PB)   | Ruth Beitia 1,99 m (SB)          |
| Saut en longueur       | Ivana Španović 6,88 m (WL, NR)      | Darya Klishina 6,88 m (WL)       | Éloyse Lesueur 6,87 m (SB)       |
| Lancer du disque       | Sandra Perković 69,32 m (MR)        | Shanice Craft 65,38 m (PB)       | Gia Lewis-Smallwood 64,98 m (SB) |